# St Davids
St Davids hay St David's (tiếng Wales: Tyddewi, [tɨː ˈðɛwi], nghĩa là "Nhà của David") là một City, xã  và một cộng đồng (tên đầy đủ St David's and the Cathedral Close) ở Pembrokeshire, Wales. Nằm bên sông Alun trong bán đảo St Davids, nó là thành phố nhỏ nhất nước Anh cả về quy mô và dân số, nơi an nghỉ cuối cùng của Saint David, vị thánh bảo trợ Wales, và trên thực tế thủ phủ giáo hội của Wales. St Davids được cấp quy chế thành phố trong thế kỷ 16 do sự hiện diện của Nhà thờ St David, nhưng bị mất địa vị này vào năm 1888. Danh hiệu thành phố được phục hồi vào năm 1994 theo yêu cầu của Nữ hoàng Elizabeth II.